# Chironia erythraeoides
Chironia erythraeoides är en gentianaväxtart som beskrevs av William Philip Hiern. Chironia erythraeoides ingår i släktet Chironia och familjen gentianaväxter. Inga underarter finns listade i Catalogue of Life.